# Fulvio Abbate
Fulvio Abbate (* 20. prosince 1956 Palermo) je italský spisovatel. V současnosti žije v Římě.

## Dílo

### Romány
- Zero maggio a Palermo (1990)
- Oggi è un secolo (1992)
- Dopo l’estate (1995)
- La peste bis (1997)
- Teledurruti (2002)
- Quando è la rivoluzione (2008)

### Ostatní
- Capo d’Orlando. Un sogno fatto in Sicilia (1993)
- Il rosa e il nero (2001)
- Il ministro anarchico (2004) con postfazione di Fernando Arrabal
- C’era una volta Pier Paolo Pasolini (2005)
- Sul conformismo di sinistra (2005)
- Reality (2006)
- Roma. Guida non conformista alla città (2007)